# پگی نادرامیا
پگی نادرامیا (به انگلیسی: Peggy Nadramia) و با نام شناسنامه‌ای مارگارت نادرامیا (به انگلیسی: Margaret Nadramia) متولد محله هلز کیچن در غرب منطقه منهتن شهر نیویورک، نویسنده، ویراستار و روزنامه‌نگار است که به مدت چند سال سردبیر و مدیر نشریه شعله سیاه (مجله مخصوص کلیسای شیطان) نیز بود.
پگی نادرامیا اکنون موبده کلیسای شیطان به‌شمار می‌رود و او را به نام ماجیسترا پگی نادرامیا می‌شناسند.
نادرامیا در سال ۱۹۸۱ با پیتر گیلمور کاهن اعظم کلیسای شیطان ازدواج کرد.

## فعالیت‌ها
نارکوپولیس و سایر اشعار، ویرایش شده توسط پگی نادرامیا و انتشار یافته توسط هلز کیچن پروداکشن
ISBN 0-9623286-1-8
گلچینی از اشعار مکابر همراه با تصاویر متعددی از هنرمندان
او همچنین طی سال‌های ۱۹۹۹–۱۹۸۵ سردبیر مجله «گرو» (به انگلیسی: GRUO) و منتشر کننده داستانهای ترسناک و علمی-تخیلی بود.

## ریشه نام
پگی نادرامیا با نام مارگارت متولد شد و نام مادرش نیز ماگارت بود. همچنین نام خاله و عمه او و نام خواهر بزرگتر پدرش که در کودکی و قبل از تولد پدرش، بر اثر بیماری درگذشت. این چهار نفر به مارگی، خاله پگی، عمه مارگی-تارگی و پگی کوچولو معروف بودند. اگرچه همگی آنها با نام مارگارت تولد شدند. پگی نادرامیا می‌گوید:
مادرم واقعاً دلش می‌خواست نام مرا پگی بگذارد، اما در آن زمان کاتولیک‌ها به شما اجازه نمی‌دادند کودک را غسل تعمید دهید، مگر اینکه نام یا لقب یکی از قدیسان را بر او بگذارید؛ بنابراین نام من روی کاغذ و زیر نگاه خشن راهبه‌ها در مدرسه‌مان مارگارت بود. اما در هر جای دیگر — در آغوش خانواده‌ام، در خیابان با دوستانم، در بین دختران پیشاهنگ و دانشجویان و کارت کتابخانه عمومی نیویورک — من به نام پگی شناخته می‌شدم.